# Giovanni Cesare Ferrara
Gianni Ferrara, all'anagrafe Giovanni Cesare (Casal di Principe, 21 aprile 1929 – Roma, 20 febbraio 2021), è stato un costituzionalista e politico italiano. Professore di Diritto costituzionale dell'Università “La Sapienza” di Roma, fu deputato nella IX e X legislatura.

## Biografia
Dopo aver conseguito la maturità classica al liceo Umberto di Napoli, si è laureato in Giurisprudenza, con i pieni voti, all'Università degli Studi di Napoli Federico II, dove è stato assistente alla cattedra di diritto costituzionale di Alfonso Tesauro ,il suo maestro. Giunse a Roma nel 1955 quando vinse il concorso a consigliere parlamentare della Camera.
(Presentazione del volume Leopoldo Elia. Discorsi parlamentari, Palazzo Madama, Sala Koch - 5 ottobre 2018, p. 5)
Tornò da Professore ordinario all’Università Federico II, dopo aver insegnato nell’Università di Genova. Ha insegnato in seguito per trent’anni all’Università La Sapienza di Roma.
È stato parlamentare e capo di gabinetto del Vice Presidente del Consiglio De Martino  nel governo Colombo.
Ha fondato e diretto la rivista on-line Costituzionalismo.it. È stato fra i promotori del referendum costituzionale del 2006 e, successivamente, del referendum contrario alla privatizzazione della gestione dell'acqua.
È morto il 20 febbraio 2021 a Roma.

## Pensiero
Nel principale testo di diritto parlamentare, da lui elaborato nel 1965 e dedicato al presidente dell'Assemblea parlamentare, Gianni Ferrara ha dimostrato che anche in un sistema proporzionale
puro a tendenza consociativa (come si
direbbe oggi) al Presidente di Assemblea va
riconosciuta la funzione di trait d’union tra
l’indirizzo politico governativo ed i lavori
dell’Assemblea, così come la funzione neutrale
del Presidente ha modo di affermarsi
proprio in quei sistemi in cui sembrerebbe
più consolidato il sistema maggioritario,
come quello inglese.
L'importanza della funzione del Presidente di Assemblea, per Ferrara, deriva dal fatto che le altre funzioni di garanzia introdotte dal Costituente contro una ricaduta nella dittatura - funzioni che vertono su organi esterni al Potere legislativo (la Corte costituzionale ed il Presidente della Repubblica) - «non riescono, considerate complessivamente, ad assicurare l’intangibilità delle attribuzioni parlamentari, né il corretto esercizio delle funzioni parlamentari stesse, se non in via mediata ed occasionalmente»: da un lato, infatti, «è da rilevare che la funzione di garanzia del PdR non ha valore definitivo»; dall’altro, «la decisione della Corte costituzionale, seppure è capace di investire il momento dell’esercizio delle funzioni parlamentari (ma, in questa ipotesi, solo con riferimento alla attività legislativa) interviene soltanto ex post, con riferimento cioè ad atti perfezionati, efficaci ed esecutori». "L’autore concludeva perciò il proprio ragionamento sul punto sottolineando che il problema vero è quello della garanzia nel momento dell’esercizio, quando, cioè, le attività (tutte) vengono a svolgersi. Detta funzione di garanzia comporta l’uso di poteri che ineriscono alle fattispecie procedimentali, creando le condizioni – e mantenendole – in base alle quali i procedimenti via via possono realizzarsi secondo le prescrizioni costituzionali, le norme contenute nei regolamenti, le regole strutturali che individuano il sistema politico".
(G. FERRARA, Il diritto come storia)
"In questa prospettiva, (...) il regolamento parlamentare
assurge al rango di «atto normativo primigenio
dell’indirizzo politico» (...), non soltanto come strumento
attraverso cui si delineano i presupposti per l’elaborazione dell’indirizzo politico
di maggioranza – da questo punto di vista,
non sembra, quindi, assente il momento
della “decisione” –, ma anche come strumento
che, in quella fase storica, riflette, nel
duplice versante sopra richiamato (“partecipazione”
e “decisione”), la questione centrale
dell’attuazione costituzionale.".
"A distanza di trent’anni dal volume di Gianni Ferrara, con l’instaurazione
del nuovo maggioritario e il radicale rinnovamento delle
soggettività politiche, è sembrato che quella diagnosi potesse essere
smentita, e che quelle regole, scritte o non scritte, sarebbero state poste.
Invece è apparso ben presto – come annotava Carlo Mezzanotte
– che i nuovi partiti non erano all’altezza di svolgere la funzione di
legittimazione reciproca sulla quale riposa il buon andamento del regime
politico".

## Opere
Tra le sue opere più recenti: 
- Gli atti costituzionali, Giappichelli, Torino, 2000
- L'altra riforma della Costituzione, Manifestolibri, Roma, 2002
- Perché difendere la Costituzione del '48, in: Scelgo la Costituzione. No alla controriforma (a cura di Maurizio Oliviero e Franco Russo); il manifesto - Liberazione, 2006
- La Costituzione. Dal pensiero politico alla norma giuridica, Feltrinelli, Milano, 2006
- La crisi della democrazia costituzionale agli inizi del XXI secolo, Aracne, 2012
- I comunisti italiani e la democrazia: Gramsci, Togliatti e Berlinguer, Editori Riuniti, Roma, 2017
- Riflessioni sul diritto, La scuola di Pitagora, Napoli, 2019, ISBN 978-88-6542-707-1 Collana: Diotìma.

### Monografie
- Il rinvio della legge alle Camere prorogate, Milano, 1964;
- Il Presidente di Assemblea parlamentare, Milano, 1965;
- Il governo di coalizione, Milano, 1973;
- Gli atti costituzionali, Torino, 2000;
- Riflessioni sul Diritto costituzionale. Lezioni del corso progredito. Anno accademico 2002-2003;
- La Costituzione. Dal pensiero politico alla norma giuridica, 2006, Feltrinelli;
- Togliatti, Il rivoluzionario costituente, Editori Riuniti, 2014;
- I comunisti italiani e la democrazia. Gramsci, Togliatti, Berlinguer, Editori Riuniti, 2017;
- Riflessioni sul diritto, La scuola di Pitagora editrice, 2019.

### Pubblicazioni
Ha contribuito alla teoria generale del diritto pubblico e agli studi di diritto costituzionale e parlamentare con le seguenti pubblicazioni:
1. Sulla potestà legislativa delle Regioni, in Rass. dir. pubbl., 1953, II, pp. 172 ss.;
2. Il problema dell’attuazione costituzionale in materia di diritti dei cittadini; Le libertà individuali; La libertà di manifestazione del pensiero; I diritti civici; Principio d’eguaglianza e alcuni suoi riflessi, in Aa.Vv., Raccolta di scritti per il decennale della Costituzione, V (L’attuazione della Costituzione), G. Carbone - G. Ferrara (a cura di), Milano, 1958, pp. 9 ss., 15 ss., 69 ss., 79 ss., 133 ss.;
3. Riforma del Senato, in Giurisprudenza costituzionale, n. 3, 1958, pp. 768–771;
4. Il rinvio della legge alle Camere prorogate, Milano, 1964;
5. Il Presidente di Assemblea parlamentare, Milano, 1965;
6. Alcune osservazioni su popolo, stato e sovranità nella Costituzione italiana, in Rass. dir. pubbl., 1965, I, pp. 269 ss.;
7. Programmazione democratica e forma di approvazione del piano, in Mondoperaio, 4/1965, pp. 3 ss.;
8. Programmazione economica nazionale e rapporti Stato-Regioni, in Aa.Vv., Problemi della programmazione, Atti del Convegno A.N.P.E., aprile 1967, Roma, 1967, pp. 107 ss.;
9. Regolamenti parlamentari e indirizzo politico, in Aa.Vv., Scritti degli allievi offerti ad Alfonso Tesauro nel quarantesimo anno dell’insegnamento, I, Milano, 1968, pp. 317 ss.;
10. Il governo di coalizione, Milano, 1973;
11. La pari dignità sociale (Appunti per una ricostruzione), in Studi Chiarelli, II, Milano, 1974, pp. 1089 ss.;
12. Riforma elettorale. Un rimedio al malessere delle istituzioni, in Mondoperaio, 12/1974, pp. 5 ss.;
13. Interpretazioni e “valore” nella Costituzione, in Dem. dir., 1975, pp. 5 ss.;
14. Cultura e democrazia, in Aa.Vv., La cultura democratica di fronte alla crisi dello Stato, Roma, 1976;
15. Corte costituzionale e principio di uguaglianza, Relazione, in Aa.Vv., La Corte costituzionale tra norma giuridica e realtà sociale, N. Occhiocupo (a cura di), Bologna, 1978, pp. 89 ss.;
16. Una strategia istituzionale per il socialismo, in Mondoperaio, 31 (1978), n. 1, pp. 67–74 e in Quaderni di Mondo operaio 1978, pp. 105–122;
17. Democrazia e stato del capitalismo maturo. Sistemi elettorali e di governo, in Dem.dir., 1979, pp. 313 ss.;
18. Il Parlamento europeo: le basi fragili e il problematico ruolo di un’istituzione, in Problemi del socialismo, 1979, pp. 33 ss.;
19. Transizione e processo rivoluzionario in Lelio Basso, in Problemi del socialismo, 1980, pp. 137 ss.;
20. Bicameralismo e riforma del Parlamento, in Dem. dir., 1981, pp. 11 ss.;
21. Sul problema della forma di governo in Italia, in Critica dello Stato sociale, A. Baldassarre - A.A. Cervati (a cura di), Roma-Bari, 1982, 121 ss.;
22. Corte costituzionale e governo, in Aa.Vv., Corte costituzionale e sviluppo della forma di governo in Italia, P. Barile - E. Cheli - P. Grassi (a cura di), Bologna, 1982, pp. 245 ss.;
23. Intervento, in Aa.Vv., L’ordinamento della Presidenza del Consiglio dei ministri, in Dem. dir., 1982, pp. 89 ss.;
24. I partiti e il sistema elettorale, in Aa.Vv., I partiti e lo Stato, Bari, 1982, pp. 77 ss.;
25. Riforma del Parlamento e produzione delle leggi. Alcune proposte, in Dem. dir., 1983, pp. 7 ss.;
26. Dalla democrazia formale alla democrazia sostanziale, in Individuo collettività e stato, II, F. Lentini (a cura di), Palermo, 1983, pp. 363 ss.;
27. Cambiare le procedure per esautorare il Parlamento?, in Dem. dir., 1984, pp. 15 ss.;
28. Art. 55, in Le Camere. Commentario della Costituzione, G. Branca (a cura di), Bologna-Roma, 1984, p. 1 ss.;
29. Parlamento monocamerale, leggi organiche e referendum propositivo, in Aa. Vv., Il Parlamento tra crisi e riforma, A. Barbera (a cura di), Milano, 1985, pp. 105 ss.;
30. Le risultanze della Commissione Bozzi: un giudizio, in Dem. dir., 1985, pp. 7 ss.;
31. Sulla questione della rappresentanza: proporzionale e collegi uninominali, in Dem. dir., 1985, pp. 45 ss.;
32. Giurisprudenza costituzionale e democrazia: quali valori, quale teoria?, in Aa.Vv., Scritti su La giustizia costituzionale in onore di Vezio Crisafulli, I, Padova, 1985, pp. 325 ss.;
33. La teoria della costituzione di Carl Schmitt come critica alla liberaldemocrazia, in Pol. dir., 1986, pp. 461 ss.;
34. Intervento, in Aa.Vv., Problemi attuali delle fonti normative nella previdenza sociale: legge delega per le pensioni e delegificazione, in Riv.giur.lav.prev.soc., 1987, pp. 373 ss.;
35. Rappresentanza e governo nazionale, in Dem. dir, 1988, pp. 91 ss.;
36. Sulla delegificazione e per la riforma del processo legislativo, in Pol. dir., 1988, 427 ss.;
37. Forme della rappresentanza e governo della società, in Aa.Vv., Gramsci e l’Occidente, Bologna, 1990, pp. 229 ss.;
38. De Martino teorico della politica, in Index. Quad. camerti studi romanistici, 1990, XXIII ss.;
39. Istituzioni, lotta per l’egemonia e sistema politico, in Pol. dir., 1992, pp. 175 ss.;
40. Intervento, in Referendum, M. Luciani - M. Volpi (a cura di), Roma-Bari, 1992, pp. 196 ss., 206 ss., 217 s.;
41. Dell’eguaglianza, in Aa.Vv., La democrazia alla fine del secolo, Roma-Bari, 1994, pp. 29 ss.;
42. Inquisire, delegittimare: giurisdire?, in Aa.Vv., Il potere dei giudici, Roma, 1994, pp. 57 ss.;
43. Presidenzialismo all’italiana: le ragioni di un dissenso, in Nuova Fase, 1994, pp. 55 ss.;
44. Costituzionalismo e regimi politici, in Critica marxista, 1994, pp. 39 ss.;
45. La scuola in Costituzione, in Il Ponte, 1994, pp. 34 ss.;
46. Telecrazia e crisi della soggettività delle masse, in Critica marxista, 1994, pp. 72 ss.;
47. Sulla responsabilità penale del Presidente della Repubblica, in Studi Mazziotti, I, Padova, 1995, pp. 585 ss.;
48. Intervento, in AIC, I diritti fondamentali oggi, Padova, 1995, pp. 93 s.;
49. Presidenzialismo e semipresidenzialismo: le forme contemporanee del plebiscitarismo, in Aa. Vv., Costituzione, e poi?, Roma, 1996, pp. 51 ss.;
50. Revisione costituzionale e principio di sussidiarietà: due sfigurazioni, in Nuova fase, 1997, pp. 61 ss.;
51. La questione della forma di governo, in Questione giustizia, 1997, pp. 13 ss.;
52. Intervento, in Garanzie costituzionali e diritti fondamentali, L. Lanfranchi (a cura di), Istituto Enciclopedia Treccani, Roma, 1997, pp. 462 ss., 482 s.;
53. Indirizzo politico e forze politiche nel «contributo» di Martines, in Indirizzo politico e costituzione. A quarant’anni dal contributo di Temistocle Martines, M. Ainis - A. Ruggeri - G. Silvestri - L. Ventura (a cura di), Milano, 1998, pp. 39 ss.;
54. La revisione costituzionale come sfigurazione: sussidiarietà, rappresentanza, legalità e forma di governo nel progetto della Commissione bicamerale, in Pol. dir., 1998, pp. 93 ss.;
55. Quale sorte per la rappresentanza parlamentare?, in La Costituzione tra revisione e cambiamento, S. Rodotà - U. Allegretti - M. Dogliani (a cura di), in Quaderni de Il Ponte, 1998, pp. 81 ss.;
56. Sulla rappresentanza politica. Note di fine secolo, in Riv .dir. cost., 1998, pp. 20 ss.;
57. Costituzione e revisione costituzionale nell’età della mondializzazione, in Scritti in onore di Giuseppe Guarino, II, Padova, 1998, pp. 211 ss.;
58. Democrazia e istituzioni nella crisi di fine secolo, in Aa.Vv., Dal passato al futuro del Socialismo. Testimonianze sull’esperienza umana e politica di Francesco De Martino, Roma, 1998, pp. 92 ss.;
59. Intervento, in Il diritto costituzionale a duecento anni dall’istituzione della prima cattedra in Europa, L. Carlassare (a cura di), Padova, 1998, pp. 221 s., 265 s.;
60. Le forme di governo, in Quale riforma della Costituzione?, Atti del seminario sul progetto di revisione della Costituzione, G. Azzariti (a cura di), Torino, 1999, pp. 7 ss.;
61. L’instaurazione delle Costituzioni. Profili di storia costituzionale, in Studi Elia, I, Milano, 1999, pp. 593 ss. ;
62. Intervento, in Aa.Vv., La via alla politica. Lelio Basso, Ugo La Malfa, Meuccio Ruini protagonisti della Costituente, Milano, 1999, pp. 52 ss.;
63. Per Giuseppe Guarino, in «1989». Rivista di Dir. pubbl. e Sc. pol., 1999, pp. 93 ss.;
64. Le pericolose invenzioni (manovre per un’assemblea costituente), in la rivista del manifesto, 1/1999, pp. 39 ss.;
65. Garanzie processuali dei diritti costituzionali e «giusto processo», in Rass. parl., 1999, pp. 549 ss.;
66. I diritti politici nell’ordinamento europeo, in AIC, Annuario 1999. La Costituzione europea, Padova, 2000, 473 ss.; nonché in Rass. parl., 1999, pp. 785 ss.;
67. Gli atti costituzionali, Torino, 2000;
68. Lo «stato pluriclasse»: un protagonista del «secolo breve», in Aa.Vv., Dallo Stato monoclasse alla globalizzazione, S. Cassese - G. Guarino (a cura di), Quaderni della Rass. Parl., Milano, 2000, pp. 73 ss.;
69. Fondamentalismo maggioritario, in la rivista del manifesto, 3/2000, pp. 23 ss.;
70. Da Weimar a Maastricht, in la rivista del manifesto, 10/2000, pp. 24 ss.;
71. Relazione di sintesi, in Aa.Vv., La transizione repubblicana. Studi in onore di Giuseppe Cuomo, Padova, 2000, pp. 47 ss.;
72. Lanchester Fulco, De Vergottini Giuseppe, Ferrara Gianni, Parazzini Giuseppe, Tavola rotonda sul tema: "Servizio militare, servizio civile e Costituzione", Roma, 20 febbraio 2001, in Nomos, 2001, fasc. 1, pp. 127–160;
73. La forma dei Parlamenti, in Storia d’Italia. Annali. Il Parlamento, L. Violante (a cura di), Torino, 2001, pp. 1157 ss.;
74. Eguaglianza e Federalismo (ovvero del federalismo virtuoso e di quello perverso), in Iuris Vincula. Studi in onore di Mario Talamanca, I, Napoli, 2001, pp. 135 ss.;
75. Referendum e Corte costituzionale: un'obiezione, non lieve, in Le tortuose vie dell'ammissibilità referendaria, F. Modugno - G. Zagrebelsky (a cura di), Torino, 2001, pp. 105 ss.;
76. La Carta dei diritti fondamentali nell’Unione europea: un atto giuridicamente non identificabile, in Aa.Vv., Libertà e diritti nella prospettiva europea, Atti della giornata di studio in memoria di Paolo Barile, Padova, 2002;
77. Il ritorno del Leviatano, in la rivista del manifesto, 1/2002, pp. 8 ss.;
78. L’altra riforma della Costituzione, Roma, 2002;
79. Verso la Costituzione europea?, in Dir. pubbl., 2002, 1pp. 61 ss.;
80. Semipresidenzialismo: fine di un’illusione, in la rivista del manifesto, 6/2002, pp. 15 ss.;
81. Più e meno Europa: ma quanta democrazia?, in la rivista del manifesto, 10/2002, pp. 42 ss.;
82. Il progetto di Giscard. Un semilavorato inquietante, in la rivista del manifesto, 12/2002, pp. 26 ss.;
83. La sovranità statale tra esercizio congiunto e delega permanente, in Aa.Vv., Ripensare lo Stato. Atti del Convegno di Studi Napoli, 22-23 marzo 2002, S. Labriola (a cura di), Milano, 2003, pp. 657 ss.;
84. Gli interstizi tra legalità ed illegalità e tra ordinamenti: il contributo di Giovanni Motzo alla scienza del diritto costituzionale, in Studi in memoria di Giovanni Motzo, Milano, 2003, ss.;
85. Le ragioni di una rivista nuova, in www. Costituzionalismo.it, 05.02.2003 e in Costituzionalismo.it. Archivio, Napoli, 2006, pp. 3–7;
86. Ripudio della guerra, rapporti internazionali dell’Italia e responsabilità del Presidente della Repubblica. Appunti, in www.Costituzionalismo.it,17.03.2003 e in Costituzionalismo.it Archivio, Napoli, 2006;
87. Riflessioni sul Diritto costituzionale. Lezioni del corso progredito. Anno accademico 2002-2003;
88. L’indirizzo politico dalla nazionalità all’apolidia, in Rivistaaic.archivio.it, 2003, destinato a Esposito, Crisafulli, Paladin. Tre costituzionalisti nella cattedra padovana, Atti del Convegno di studi per celebrare la Casa Editrice Cedam ne Il centenario della fondazione (1903-2003), 19-21 giugno 2003, ss.;
89. Per la critica al progetto di riforma della Costituzione del governo Berlusconi, in www.Costituzionalismo.it, 02.09.2003 e in Costituzionalismo.it Archivio, Napoli, 2006, pp. 147–156;
90. Europa: il mercato costituente, in la rivista del manifesto, 11/2003, pp. 30 ss.;
91. Politica e diritto costituzionale: il ruolo dei costituzionalisti. Intervento al Forum della Rivista di Diritto costituzionale, 2003, pp. 313 ss.;
92. La posizione attuale del governo nell’ordinamento costituzionale e le proposte di riforma. Riflessioni sul decennio 1993-2003 della storia costituzionale italiana, in Associazione per gli studi e le ricerche parlamentari, Quaderno n. 14, Seminario 2003, Torino, 2004, pp. 155 ss.; nonché in Rass. Parl., 2004, pp. 89 ss. e destinato agli Scritti Cuocolo;
93. Eurocostituzione: le ragioni di un naufragio, in la rivista del manifesto, 1/ 2004, pp. 23 ss.;
94. La «rivista» si discute - Intervento, in la rivista del manifesto, 2/2004, pp. 29 ss.;
95. Costituzione o Costituente?, in la rivista del manifesto, 6/2004, 38 ss.;
96. Federalismo e premierato, ovvero, del rovesciamento della Costituzione e della negazione del costituzionalismo, in www.associazionedeicostituzionalisti.it, 10/09/04; nonché con alcuni ampliamenti e con il titolo L'antiCostituzione in Parlamento, in la rivista del manifesto, 10/2004, 9 ss.; nonché con il titolo Verso la monocrazia. Ovvero, del rovesciamento della Costituzione e della negazione del costituzionalismo, in www. Costituzionalismo.it , 23.09.2004 e in Il Ponte, 2004, fasc. 12, pp. 20–29;
97. Il pubblico ministero indipendente. Anche garantista?, in Il Ponte, Anno LX;
98. Lavoro, diritto di cittadinanza e rappresentanza nella ‘Costituzione europea’, in Aa.Vv., Lavoro, contrattazione, democrazia, Costituzione. Il sindacato e la crisi della democrazia, Roma, 2004, pp. 26 ss.;
99. Intervento su La privatizzazione dei beni comuni. I servizi pubblici: quale modello europeo?, in Quale Stato - Democrazia e spazio pubblico, n. 2/3, 2004, pp. 222–228;
100. Sulla responsabilità politica, in G. AZZARITI (a cura di), La responsabilità politica nell'era del maggioritario e nella crisi della statualità, 2005 - Quaderni del Dottorato di ricerca in Diritto costituzionale e Diritto pubblico generale. Un. degli Studi di Roma - 01;
101. La posizione attuale del Governo nell'ordinamento costituzionale e le proposte di riforma. Riflessioni sul decennio 1993-2003 della storia costituzionale italiana, in Rassegna parlamentare, 2004, fasc. 1, pp. 89–131;
102. La costituzione europea: un’ambizione frustrata, in www.costituzionalismo.it, n. 2/2004, 13/12/2004 e in Costituzionalismo.it Archivio, Napoli, 2006, pp. 41–58;
103. Su 'L'uomo-istituzione' di Giuseppe Guarino, in www.costituzionalismo.it, n. 3/2004, 28/04/2005;
104. Intervento, in Aa. Vv., Il diritto privato nella società moderna, Atti del Convegno in onore di Stefano Rodotà, Roma, 6-7 giugno 2003, Milano, 2005, 393 ss.;
105. Il diritto come storia, in Diritto pubblico, 2005, fasc. 1, pp. 1–18 e in G. AZZARITI (a cura di), 2007, Quaderni del Dottorato di ricerca in Diritto costituzionale e Diritto pubblico generale. Università degli Studi di Roma - 02;
106. Commissione europea e indirizzo politico, Relazione al Convegno su "Il ruolo della Commissione tra derivazione partitica e funzioni neutrali nel Progetto di Costituzione europea", tenutosi a Varese il 7 maggio 2004, in Rivista italiana di diritto pubblico comunitario, 2005, fasc. 3-4, pp. 1068–1076;
107. La democrazia come rappresentanza e come partecipazione, in Il Filangieri, 2005, fasc. 2-4, pp. 153–170;
108. Democrazia e rappresentanza politica, in L. CHIEFFI (a cura di), Rappresentanza politica, gruppi di pressione, élites al potere. Atti del convegno di Caserta, 6 - 7 maggio 2005, Torino, 2006, Seconda Università degli Studi di Napoli. Facoltà di Giurisprudenza - 15, già in www.costituzionalismo.it, n. 1/2005, 24/05/2005;
109. Osservatorio - Politica, pratiche politiche, questione morale - Sulla questione morale, in Critica marxista, 2005, fasc. 5, pp. 17–21;
110. I diritti del lavoro e la costituzione economica italiana ed in Europa, in www.costituzionalismo.it, n. 3/2005, 26/11/2005;
111. La Costituzione. Dal pensiero politico alla norma giuridica, Feltrinelli, Milano, 2006;
112. Relazione di sintesi. – Discriminazione, non discriminazione e problemi attuali del costituzionalismo, in C. CALVIERI (a cura di), Divieto di discriminazione e giurisprudenza costituzionale. Atti del Seminario di Perugia del 18 marzo 2005, 2006, in  Quaderni della Rivista di Diritto Costituzionale - 04;
113. EDITORIALI - Cento giorni difficili - DOPO IL REFERENDUM: ATTUARE LA COSTITUZIONE, in Quale stato, 2006, fasc. 2-3, pp. 57;
114. Lavoro come fondamento della Repubblica e come connotazione della democrazia italiana, Relazione al Convegno: "Stato democratico e formazioni sociali nella cultura politica e nell'esperienza del secondo Novecento, Roma, 19 ottobre 2005, in C. Casadio, (a cura di) I diritti sociali e del lavoro nella Costituzione italiana, Cent’anni d’Italia/Cent’anni di CGIL Roma, Ediesse, 2006, 109 e ss. 201;
115. Osservatorio - Per un nuovo soggetto politico - La sinistra e il futuro della democrazia, in Critica marxista, 2006, fasc. 3-4, pp. 24;
116. Sulle fonti del diritto. Qualche premessa, in Costituzionalismo.it, n. 2/2006, 19/05/2006;
117. Attuare la Costituzione, in Costituzionalismo.it, n. 2/2006, 05/07/2006;
118. La sovranità popolare e le sue forme, in Costituzionalismo.it, n. 1/2006, 15/02/2006, e in “Valori e principi del regime repubblicano”, 1. Sovranità e democrazia, a cura e per la Direzione scientifica di Silvano Labriola, edito da Laterza e dalla Fondazione della Camera dei deputati, Roma-Bari, 2006;
119. Rigore costituzionale ed etica repubblicana [in tema di], Intervento alla Tavola Rotonda "Rigore costituzionale ed etica repubblicana", svoltasi all'Università La Sapienza di Roma, il 26 maggio 2006, nel decennale della scomparsa di Temistocle Martines, in Rassegna parlamentare, 2007, fasc. 2, pp. 507–515;
120. Stato laico, coscienza laica, in Quale stato, 2007, fasc. 1-2, pp. 50;
121. LA COSTITUZIONE - Lo scudo e la lancia - LA COSTITUZIONE - Il pensiero, la storia, i soggetti - LA COSTITUZIONE - Un compleanno difficile - Una conversazione a cura di Mario Santostasi, in Quale stato, 2008, fasc. 1-2, p. 87;
122. MEMORIA COME DOMANI - Equilibri più avanzati, compromesso storico, terza fase, l'ultima strategia politica, Relazione al Convegno Nazionale “Francesco De Martino e il suo tempo”, Palazzo Giustiniani, 29-30 novembre 2007, in Il Ponte, 2008, fasc. 5, p. 121;
123. Sull’ammissibilità dei referendum elettorali, in La resistibile ascesa del referendum elettorale: l’ammissibilità contesa, in www.costituzionalismo.it, 14/01/2008;
124. Un via libera pericoloso per la Costituzione, in Costituzionalismo.it, n. 3 del 2008, 22/01/2008;
125. Diritto soggettivo, diritto oggettivo. Uno sguardo sugli apici del giuridico, in www.costituzionalismo.it, 2008, fasc. 3, 14/09/2008;
126. La mutazione del regime politico italiano,   in Costituzionalismo.it, 2008, fasc. 3, pp. 12, 15/10/2008, destinato a Il diritto tra interpretazione e storia. Liber amicorum in onore di Angel Antonio Cervati, di Augusto Cerri, Peter Häberle, Ib M. Jarvad,  Aracne, 2011, pp. 309–324;
127. L’ineleggibilità come interruzione della rappresentatività, in AaVv, Scritti in onore di Michele Scudiero, Napoli 2008, pp. 983–998;
128. Le ascendenze dottrinali, in AaVv, Percorsi culturali di Michele Scudiero. Presentazione degli Scritti in onore, Napoli 2009;
129. Le ragioni del diritto costituzionale, in www.costituzionalismo.it, 14/12/2009;
130. Sulla democrazia costituzionale, in AaVv (a cura di G. Brunelli - A. Pugiotto - P. Veronesi), Scritti in onore di Lorenza Carlassare. Il diritto costituzionale come regola e limite al potere, Napoli, 2009, pp. 1899–1918;
131. Le ragioni attuali del sistema elettorale proporzionale, in Per una moderna democrazia europea: l'Italia e la sfida delle riforme istituzionali, a cura di Franco Bassanini e Roberto Gualtieri, I Libri di Astrid, Passigli editore, Firenze, 2009;
132. I presupposti della democrazia, Lezione del 5 febbraio 2010, Università degli Studi di Padova, Scuola Di Cultura Costituzionale, in Costituzionalismo.it, n. 3 del 2009, 08/03/2010 e Astrid-online;
133. In difesa della sentenza del Bundesverfassungsgericht del 30 giugno 2009 sul Trattato di Lisbona Nota a BVerGe 30 giugno 2009, n. 72 (Germania), in Diritti lavori mercati, 2009, fasc. 3, pp. 625–630;
134. Costituzione e Rivoluzione. Riflessioni sul Beruf del costituzionalista, in Costituzionalismo.it, 2010, fasc. 2, pp. 13, destinato agli Studi in onore di Giuseppe Ugo Rescigno;
135. Del rappresentare e del Governare, in Studi in onore di Vincenzo Atripaldi, Napoli, 2010;
136. Presidente della Repubblica e scioglimento delle Assemblee parlamentari nell’emergenza costituzionale, in Costituzionalismo.it, 2011, fasc. 1, 01/03/2011;
137. Attuare lo Statuto delle Nazioni Unite, in Costituzionalismo.it, 2011, fasc. 1, 05/04/2011;
138. Revisione e Costituzione. Risposte a Franco Modugno, in Studi in onore di Franco Modugno, Napoli, ESI, 2011, pp. 1449–1470;
139. Il diritto al proprio corpo, in Scritti in onore di Alessandro Pace, II, 2012, pp. 1383 ss.;
140. La Costituente per abrogare la Costituzione, in Osservatorio sulle fonti, 2012, fasc. 2, pp. 3;
141. Editoriale, in Costituzionalismo.it, 2012, fasc. 1, pp. 4;
142. Osservazioni critiche sulle recenti proposte di modifica della Costituzione, in Osservatorio sulle fonti, 2012, fasc. 2, pp. 4;
143. La crisi della democrazia costituzionale agli inizi del XXI secolo, Roma, 2012;
144. Forma di Governo e Forme di stato nella crisi attuale della democrazia, in Rivista italiana per le scienze giuridiche, n. 3, 2012;
145. La crisi del neoliberismo e della governabilità coatta ([The crisis of the neoliberalism and governability]), in Costituzionalismo.it, 2013, fasc. 1, pp. 11;  146.      “Il Presidente di Assemblea parlamentare” quarantotto anni dopo, in V. Lippolis e N. Lupo (a cura di), Le trasformazioni del ruolo dei Presidenti delle Camere, in il Filangieri Quaderno 2012-2013;
146. Ineguaglianza e sistemi elettorali, in Critica marxista, 1, 2014;
147. La sentenza n.1 del 2014 della Corte costituzionale e la garanzia della Costituzione, in Scritti in onore di Giuseppe Tesauro, IV, Edizioni scientifiche, Napoli, 2014;
148. Togliatti, Il rivoluzionario costituente, Editori Riuniti, 2014;
149. La costituzione violata, La Scuola di Pitagora, 2013;
150. Gli effetti istituzionali della controrivoluzione del capitale, in Alternative per il Socialismo, n. 36, 2015;
151. L’Europa cui aneliamo, in Scritti in onore di Gaetano Silvestri, Giappichelli, Torino, 2015;
152. La dimensione collettiva dei diritti di libertà, in Scritti in onore di Antonio D’Atena, Giuffrè, Milano, 2015, pp. 1077–1089;
153. L'Europa necessaria, in Critica marxista, 2015, fasc. 4, pp. 7–15;
154. Modifiche costituzionali e forma di governo,   in Questione giustizia, 2016, fasc. 2, pp. 33–40;
155. I comunisti italiani e la democrazia. Gramsci, Togliatti, Berlinguer, Editori Riuniti Univ. Press, 2017;
156. Per lo storico della Costituzione italiana e della problematica sulla sua effettività a 70 anni dalla redazione. (Appunti di un costituzionalista coevo), in Rivista Italiana per le Scienze Giuridiche, n. 8 del 2017, pp. 187–204;
157. Per Elia, in Rivista Italiana per le Scienze Giuridiche, n. 9 del 2018;
158. L’UGUAGLIANZA, OGGI, in AAVV, Atti del Convegno della Società Italiana di Storia del Diritto, Diritto e controllo sociale. Persone e status nelle prassi giuridiche, 2019, pp. 1–18.

## Incarichi parlamentari
- Componente della Giunta delle Elezioni dal 19 luglio 1983 al 1º luglio 1987
- Componente della I Commissione (Affari costituzionali) dal 12 luglio 1983 al 1º luglio 1987
- Componente della Giunta per il regolamento dal 16 luglio 1987 al 20 settembre 1989
- Componente della I Commissione (Affari costituzionali) dal 4 agosto 1987 al 22 aprile 1992
- Componente della Commissione parlamentare per il parere al governo sulle norme delegate relative al nuovo codice di procedura penale dal 23 ottobre 1987 al 22 aprile 1992